# Pakistańska Partia Ludowa

Flaga Pakistańskiej Partii Ludowej

Pakistańska Partia Ludowa (urdu: پاکستان پیپلز پارٹی, ang. Pakistan Peoples Party) – centrolewicowa partia polityczna afiliowana przy Międzynarodówce Socjalistycznej. Partia została założona w 1967 roku. Jej pierwszym przywódcą był Zulfikar Ali Bhutto, prezydent Pakistanu obalony przez juntę wojskową w roku 1977. Motto partii brzmi: „Islam jest naszą wiarą, demokracja jest naszą polityką, socjalizm jest naszą ekonomią. Cała władza w ręce ludu!”. Partia posiadała własne gazety - „Nusrat”, „Fatah” i „Mussawat”.
Formalnie pozostaje partią socjaldemokratyczną, w praktyce w czasie rządów pod koniec XX wieku i na początku XXI wdrażała program neoliberalny.

## Historia

### Powołanie partii

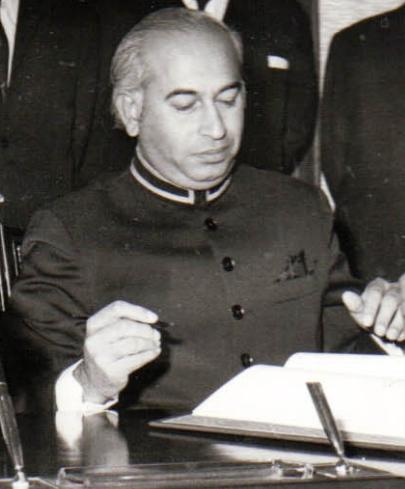
Zulfikar Ali Bhutto

Partia została założona przez byłych członków nieistniejącej już Socjalistycznej Partii Pakistanu zdelegalizowanej przez reżim Liaquat Ali Khana. W latach 60. władzę w Pakistanu przejął prozachodni i bardziej pozytywnie nastawiony do socjalizmu, generał Muhammad Ayub Khan. Niepopularność Khana wzrosła po jego decyzji o podpisaniu umowy pokojowej z Indiami w 1965 roku - po tej decyzji, z rządu odszedł demokratyczny socjalista Zulfikar Ali Bhutto, który skonsolidował siły lewicy i zorganizował opozycję względem wojskowego rządu. Partia powołana została oficjalnie 30 listopada 1967 roku na spotkaniu w rezydencji doktora Mubashira Hassana Lahore gdzie grupa lewicowych intelektualistów odbyła spotkanie z Bhutto. Na lidera partii wybrano Bhutto. Manifest partii „Islam jest naszą wiarą, demokracja jest naszą polityką, socjalizm jest naszą ekonomią. Cała władza w ręce ludu!” napisał bengalski komunista Jalaludin Abdur Rahim. Manifest ogłoszono w dniu 9 grudnia 1967 roku.
Manifest określił cele partii, głównym celem i racją bytu było osiągnięcie egalitarnego społeczeństwa bezklasowego którego budowa była możliwa poprzez socjalizm. Partia postulowała budowę demokracji i sprawiedliwości społeczno-gospodarczej. W 1968 roku partia rozpoczęła działalność agitacyjną w Pendżabie. Program Bhutto ukierunkowany był do biednych mas kraju. Partia obiecała rozdzielić grunty bezrolnym chłopom, zlikwidować feudalizm, wprowadzić gospodarkę mieszaną (kontrola nad gospodarką ze strony państwa przy utrzymaniu prywatnej działalności gospodarczej) czy nacjonalizację największych banków, szkół i przemysłu. Lewicowe slogany przyciągnęły do partii szereg organizacji ruchu robotniczego które wierzyły, że celem partii jest likwidacja kapitalizmu. Partia obiecała lepszą przyszłość studentom i nauczycielom przez co ci aktywnie włączali się w jej działalność. Wiele osób czujących się tłamszonych przez reżim dołączyło do partii ze względu na sprzeciw wobec panującej w kraju cenzury i rządom autorytarnym. Program partii przyciągnął też mniejszości religijne kraju. Hasłem partii stał się slogan Kapra aur Makan (dosł. „chleba, ubrań i domostw”.

### Wybory z 1970 i wojna w 1971 roku
Partia zyskała poparcie ubogich chłopów, robotników i studentów w całym Zachodnim Pakistanie. Bhutto stał się ikoną sprzeciwu wobec Ayub Khana a partia zorganizowała akcje obywatelskiego nieposłuszeństwa które zmusiły dyktatora do podjęcia rozmów z Bhutto. Działalność opozycyjną prowadził też Sheikh Mujibur Rahman, lider Ligi Ludowej z Pakistanu Wschodniego. W rezultacie Khan ustąpił w 1969 roku a na stanowisku prezydenta zastąpił go inny wojskowy, Yahya Khan który wprowadził w kraju stan wojenny, jednocześnie następca zapowiedział przeprowadzenie w ciągu dwóch lat wyborów do tego czasu Partia Ludowa znacznie zwiększyła swoje poparcie wśród społeczności Pakistanu Zachodniego. Partia Ludowa przegrała wybory z separatystami z Ligi Ludowej reprezentującej wschód kraju w którym skądinąd popularne były poglądy komunistyczne co zatem zwiększało poparcie dla tamtejszej lewicy - na zachodzie Partia Ludowa wygrała jednak z partiami centroprawicy i skrajnej prawicy (mimo tego że prawicowi islamiści z Dżamat-i-Islami zachęcili kler islamski do potępienia socjalizmu w wydaniu Bhutto jako “ateistycznego” i antyislamskiego”).
Bhutto nie pozwolił przywódcy separatystów Ligi Ludowej, Mujibowi zostać premierem Pakistanu. Zamiast tego zaproponował idee dwóch urzędów premiera, jednego dla wschodu kraju drugiego dla zachodu. Propozycja ta stała się przyczyną krytyki Bhutto na wschodzie kraju w rezultacie do Bengalu przybył Mubashir Hassan który rozpoczął z Ligą negocjację. Hassan namówił Mujiba do spotkania się z Bhutto. Obaj przywódcy zadeklarowali utworzenie rządu koalicyjnego z Mujibem jako premierem i Bhutto jako prezydentem. O propozycjach tych nie wiedziało jednak wojsko które już wkrótce rozpoczęło akcje zbrojne przeciwko bengalskim separatystom.
Khan unieważnił wyniki wyborów i aresztował Bhutto oraz Mujiba, obaj zostali osadzeni w więzieniu Adiala.
Do obalenia reżimu doprowadziła interwencja Indii w wyniku której wschód oderwał się od kraju i w 1971 roku utworzył niezależne państwo pod nazwą Bangladesz.

### Działalność po secesji Bangladeszu
Interwencja Indii zmusiła Khana do ustąpienia. Władzę w kraju objął Bhutto a demokratyczni socjaliści po raz pierwszy w historii kraju doszli do władzy. Rząd rozpoczął reformy mające poprawić życie zubożałych mas Pakistanu. Wprowadził nową politykę pracy, w 1973 roku ogłosił nową konstytucję która ustanowiła Pakistan republiką parlamentarną. W styczniu 1972 roku w reakcji na indyjski program rozpoczął pracę nad bombą atomową. Lewicowe reformy nie spodobały się opozycji która powołała Pakistański Sojusz Narodowy. W 1977 roku przeciwko Bhutto puczu dokonał generał Muhammad Zia ul-Haq, który wprowadził stan wojenny i zaprowadził dyktaturę. W kwietniu 1979 roku Bhutto został powieszony. W 1982 roku przywódcą partii została jego córka, Benazir Bhutto. Partia Ludowa utworzyła Ruch dla Przywrócenia Demokracji który stał się jednym z największych demokratycznych nonviolence na całym świecie.
Po dwunastu latach, partia powróciła do władzy po wygraniu wyborów parlamentarnych z 1988 roku, premierem została Benazir Bhutto - była ona pierwszą kobietą premierem kraju muzułmańskiego. W 1990 roku rząd Partii Ludowej upadł z powodu recesji. Partia Ludowa zbojkotowała wybory z 1990 roku. Partia Ludowa do władzy powróciła ponownie w 1993 roku. Była wówczas podzielona i miała kilka frakcji z której jednak najsilniejsi okazali się bhuttoiści. Rozłam w partii doprowadził do stworzenia odrębnej partii przez Murtaza Bhutto który w niejasnych okolicznościach zginął w 1996 roku co doprowadziło do dymisji rządu. Pod kierownictwem Bhutto partia skręciła ekonomicznie w stronę centroprawicy. W 2007 roku przed wyborami z 2008 roku doszło do zamachu na Benazir Bhutto w wyniku którego straciła ona życie. Wybory mimo to wygrała Partia Ludowa. W 2008 roku partia zawiązała koalicję z centroprawicą.

## Liderzy partii
Na pierwszej konwencji na przewodniczącego partii wybrano Zulfikara Ali Bhutto. Po egzekucji Zulfikara, władzę w partii w 1980 roku objęła jego żona, Nusrat. W 1982 roku chora na raka Nusrat otrzymała pozwolenie na opuszczenie kraju i leczenie za granicą. Po wyjeździe z kraju władza w partii trafiła w ręce jej córki, Benazir Bhutto. W styczniu 1984 roku przywództwo Benazir potwierdziła konwencja Centralnego Komitetu Wykonawczego. Władzę w partii sprawowała do chwili śmierci w zamachu w dniu 27 grudnia 2007 roku. 30 grudnia na współprzewodniczących partii mianowany został dziewiętnastoletni syn Benazir, Bilawal Bhutto Zardari i jego ojciec Asif Ali Zardari.

## Struktury
Najwyżej w hierarchii partii stoi Centralny Komitet Wykonawczy Partii Ludowej. Odpowiada on za PR i kampanie medialne. Komitet określa strategie i ideologie partii w trakcie i po wyborach. Obecnym przewodniczącym Komitetu jest Asif Ali Zardari.
Organizacja Młodzieżowej Pakistańskiej Partii Ludowej mobilizuje młodzież do uczestnictwa partii i wystawia kandydatów do Młodzieżowego Parlamentu Pakistanu. Organizacja posiada skrzydło marksistowsko-trockistowskie „Walka” powiązane z Międzynarodową Tendencją Marksistowską. Organizacją studencką jest Ludowa Federacja Studencka której celem jest kształtowanie nowych kadr partii. Kontrowersje budzi organizacja Komitet Ludowy niekiedy wiązana z Partią Ludową jako jej militarne skrzydło.
Prowincje i terytoria wybierają Komitety Członkowskie. Komitety lokalne koordynują działania w trakcie kampanii wyborczych, nadzorują lokalne konwencje, nominują kandydatów i organizują prawybory.

## Ideologia
Od samego początku partia popiera w połowie świecki a w połowie islamski demokratyczny socjalizm. Historycznie Partia Ludowa sprzyja rolnikom, związkom zawodowym, robotnikom i klasie średniej. Partia odrzuca poglądy skrajnie lewicowe i zdecydowanie lewicowe, a w ostatnich latach przesuwa się w stronę centrum. Obecnie popiera obecnie wolnorynkowy kapitalizm a w trakcie rządów wprowadzała politykę neoliberalną i prywatyzacyjną. Partia została przez to skrytykowana przez socjalistów tj. Fahad Rizwan, którzy oskarżali partię o oportunizm.

## Polityka zagraniczna
Według Partii Ludowej najważniejsze dla Pakistanu są relacje z Chinami, Iranem i Rosją. W okresie rządów Zulfikara, Pakistan zbudował bliższe więzi z Chinami, Iranem i ZSRR, w okresie rządów Benazir polityka zagraniczna zmieniła się w stronę centroprawicową. Benazir przyjęła konserwatywną politykę prywatyzacji Nawaza Sharifa w celu zapewniana finansowania ze strony Stanów Zjednoczonych i Banku Światowego przez co naraziła się mocno wewnątrzpartyjnej opozycji.
Na początku lat 70. prowadziła „sekretną” zimną wojnę z USA czego efektem był wspierany przez Amerykanów zamach stanu w 1977 roku.